# Bee (skladba)
Bee je popová píseň od německé zpěvačky Lena Meyer-Landrut. Pochází z jejího debutového alba My Cassette Player.

## Hitparáda
| Země      | Umístění |
| --------- | -------- |
| Švýcarsko | 27       |
| Rakousko  | 26       |
| Německo   | 3        |